# Vliegende katten
Vliegende katten (Cynocephalidae), soms ook vliegende maki's genoemd, zijn de enige levende familie van de zoogdierorde huidvliegers (Dermoptera). Er bestaan twee soorten in twee geslachten, die voorkomen op de Soenda-eilanden en de Filipijnen. De wetenschappelijke naam van de familie werd in 1945 gepubliceerd door George Gaylord Simpson.

## Taxonomie
De familie omvat 2 levende soorten binnen 2 geslachten.
- Familie: Cynocephalidae (Vliegende katten)
  - Geslacht: Cynocephalus
    - Soort: Cynocephalus volans (Filipijnse vliegende kat)

  - Geslacht: Dermotherium †
  - Geslacht: Galeopterus
    - Soort: Galeopterus variegatus (Maleise vliegende kat)

Filipijnse vliegende kat (Cynocephalus volans) · Maleise vliegende kat (Galeopterus variegatus)